# Świnna (województwo śląskie)
Świnna – wieś w Polsce, położona w Małopolsce (Żywiecczyzna), w obecnym województwie śląskim, w powiecie żywieckim, w gminie Świnna. Siedziba gminy Świnna.
W latach 1975–1998 wieś położona była w województwie bielskim.
Pierwsza wzmianka o wsi Świnna pochodzi z 1507 roku.
W 1595 roku wieś położona w województwie krakowskim była własnością kasztelana sądeckiego Krzysztofa Komorowskiego. 
Przez wieś przepływa Koszarawa, niewielka rzeka dorzecza Wisły, dopływ Soły.

## Integralne części wsi
| przysiółki | Granicznik, Komarnik, Wolność                                                                                |
| części wsi | Ducowie, Grzegorzkowie, Jurasi, Kasperki, Kotowscy, Marszałcy, Michalcowie, Mrowcowie, Mrozkowie, Sałasznicy |

## Szlaki turystyczne[8]
- – do Sopotni Małej – 2.40 h, z powrotem 2.30 h